# العقلية الرسمية
العقلية الرسمية هي الأفكار والتصورات والنوايا الخاصة بصناع السياسات الذين يؤثرون على السياسات الإمبراطورية البريطانية. وصانع السياسة هو سياسي أو موظف مدني يؤثر على السياسة الإمبراطورية.
وقد كتب رونالد روبنسون كثيرًا عن العقلية الرسمية في عمله المؤثر للغاية، إفريقيا والفيكتوريون: العقلية الرسمية للإمبراطورية، وقد شارك في تأليفه جون غالاغر وأليس ديني وتم نشره لأول مرة عام 1961. ويقول المؤرخ جون داروين إنه بينما "تستقر" العقلية الرسمية في الحكومة البريطانية، فإن "مجال عملياتها الحقيقي يكمن في تلك المجالات الدبلوماسية - الإستراتيجية
حيث كانت الرقابة الرسمية كبيرة. أما من الناحية الإمبراطورية فقد كانت موجهة أساسًا إلى البحر الأبيض المتوسط والشرق الأدنى".

## قائمة المصادر
ملاحظات
؛المراجع
- Darwin، John (يونيو 1997). "Imperialism and the Victorians: The Dynamics of Territorial Expansion". The English Historical Review. مطبعة جامعة أكسفورد. ج. 112 ع. 447: 614–642. ISSN:1477-4534. JSTOR:576347.
- Heinlein، Frank (2002). British government policy and decolonisation, 1945-1963: scrutinising the official mind (ط. 2002). Routledge. {{استشهاد بكتاب}}: الوسيط غير المعروف |الرقم المعياري= تم تجاهله يقترح استخدام |ردمك= (مساعدة) - Total pages: 337
- Robinson، Ronald Edward؛ Gallagher، John؛ Denny، Alice (1961). Africa and the Victorians: the official mind of imperialism (ط. 1961). Macmillan. مؤرشف من الأصل في 2022-04-07. {{استشهاد بكتاب}}: يحتوي الاستشهاد على وسيط غير معروف وفارغ: |الرقم المعياري= (مساعدة) - Total pages: 491